# Proxeno de Beocia
Proxeno de Beocia (en griego antiguo: Πρόξενος) fue discípulo de Gorgias y amigo de Jenofonte. Procedía de la ciudad de Tebas en Beocia. Al estar vinculado por lazos de hospitalidad con Ciro el Joven, éste le contrató a su servicio. Llegó a Sardes a la cabeza de 1.500 soldados con armas pesadas y 500 con armas ligeras. Fue por su invitación que Jenofonte fue inducido a entrar al servicio de Ciro. Fue uno de los cuatro generales a quienes Clearco de Esparta convenció para que le acompañaran a Tisafernes. Fue capturado con el resto, y llevado al rey de Persia, y luego ejecutado. Jenofonte habla de él como un hombre cuya ambición estaba bajo la influencia de la estricta honradez, y que estaba especialmente ansioso por ganarse el afecto de sus soldados, de modo que mientras los bien decididos le obedecían, no lograba inspirar al resto un sano temor a su autoridad. Tenía 30 años en el momento de su muerte (401 a. C.). También tenía intenciones de seguir una carrera política, como menciona Jenofonte.